# Harboøre
Harboøre eller Harboør er en stationsby i det nordlige Vestjylland med 1.385 indbyggere  (2024), beliggende 11 km syd for Thyborøn, 46 km nordvest for Holstebro og 14 km nordvest for Lemvig. Byen hører til Lemvig Kommune og ligger i Region Midtjylland.
Harboøre hører til Harboøre Sogn. Harboøre Kirke, der er en nyromansk bygning fra 1910, ligger i byen. Syd for kirken står Lilørestenen til minde om 12 redningsfolk, der druknede under en redningsaktion i 1897.

## Geografi
Harboøre ligger i et fladt område på grænsen mellem Harboøre Tange og det mere bakkede landskab mod sydøst. Området er næsten omkranset af diger på alle sider, mod vest som værn mod Vesterhavet, mod øst som værn mod Nissum Bredning.
Navnet stammer fra harbo (beboer i Hardsyssel) og ør (gruset strandbred). På dialekt udtales navnet i dag Harbøe. Syd for den gamle grænse mellem Hardsyssel og Thy lå Harborøn (i dag Rønland), og nord for grænsen lå Thyborøn, som hørte til Thy.

## Faciliteter
- Harboøre Skole og Børnecenter er en landsbyordning, hvor børnehaven fysisk er placeret på skolen lige ved SFO og indskolingsområdet. Skoledelen har 222 elever, fordelt på 0.-9. klassetrin. Børnehaven har 35-50 børn.[2]
- Harboøre Centeret har idrætshal, multisal og selskabslokale, Fun zone med lethal, skaterbane, trampolin og fitness park, Cafe Blæst, bibliotek, lokalarkiv og fysioterapeut. Centret er hjemsted for Harboøre Idrætsforening, Harboøre Ungdomsklub og "Skytteforeningen anno 2005", der driver skydebanen som en selvstændig del af centret. Centret har 9 ansatte.[3]
- Harboøre Hotel blev bygget i 1899 nær ved Harboøre Station. Hotellet fungerede som ferie- og badehotel op gennem det 20. århundrede og drives fortsat i dag. Hotellet kan modtage 360 gæster til fest og har 10 værelser med fælles tekøkken samt en penthouselejlighed med 5 sovepladser.[4]
- I Harboøre Omsorgscenter er der 14 plejeboliger og en gæstestue. I Sønderparken er der 9 ældreboliger i en afdeling for sårbare ældre med misbrugsproblemer.[5]
- Byen har 2 supermarkeder Dali’Brugsen, Rema1000 og et pizzeria.

## Historie
Harboøre menes at have eksisteret som fiskerleje siden 1500-tallet, hvor byens oprindelige kirke blev opført.

### Harboøre Tange
Sognet har været hjemsøgt af fjender i 1627 og 1644, idet vejen til Thy dengang gik over Harboøre Tange. Tangen har været bredere end den er nu. Siden 1550 har der flere gange været oversvømmelse eller endda gennembrydning af tangen, men gennembrydningerne har ikke været langvarige som det har været tilfældet to gange på Agger Tange. Den mest omfattende oversvømmelse på Harboøre-egnen var i 1839, hvor klitterne blev skyllet væk helt til Rønland og der blev brudt hul på tangen mellem havet og Ferring Sø 9 km sydvest for Harboøre.

### Redningsstationer
Lidt vest for byen ligger Flyvholm Redningsstation, der nu er museum og bl.a. har en rednings-robåd fra 1922. I perioden 1847-1968 blev mere end 700 skibbrudne mennesker reddet af folkene på redningsstationen. Ved Lilleøre 5 km sydvest for Harboøre var der også en redningsstation.

#### Alexander Nevskij
Den største redningsaktion ved Flyvholm fandt sted i 1868, hvor den russiske fregat Alexander Nevskij med 724 personer om bord strandede ved gården Knopper midt mellem Harboøre og Thyborøn. Kl. 2.30 om natten d. 25. september stødte fregatten på revlen. Kl. 4 blev folk i Harboøre vækket af kanonskud, så de blev klar over at der lå et orlogsskib ved kysten. Kl. 6 lykkedes det at sætte skibets chalup i vandet med 16 mand, anført af en løjtnant. De nåede i land, men chaluppens årer gik tabt.
Pastor Vaupel i Harboøre kunne fransk og tysk og talte med løjtnanten, som fortalte at zarens søn Storhertug Alexej befandt sig på skibet. Redningsfolkene på Flyvholm havde kørt redningsbåden ud og kæmpede længe med at få den i vandet, men den blev ødelagt på den første tur. Det lykkedes at skyde et reb ud til fregatten med redningsraketten, men redningsstolens trosse sprang.
Ved 14-tiden blev havet roligere. Løjtnanten fandt på at fastgøre chaluppen til de reb, der nu forbandt skibet med land. Så kunne man trække chaluppen ud og ind. Nu begyndte fiskerne også at komme ud med deres både. Chaluppen og fiskerbådene sejlede i pendulfart mellem fregatten og kysten, og kl. 18.30 var alle reddet i land. De mange russere blev indkvarteret i gårde og huse, de fineste i præstegårdens værelser.
5 mand fra fregattens besætning omkom under de første forsøg på at sætte skibets redningsbåd i vandet. 3 af dem er begravet på Harboøre Kirkegård. Det ene af fregattens to ankre ligger foran kirkegården; det andet ligger ved krydset Havnegade/Bredgade i Thyborøn. Hvert anker måler 5 meter og vejer 5 tons. Kystcentret i Thyborøn beretter indgående om strandingen og viser effekter, der blev bjerget fra fregatten.
- Alexander Nevskijs anker foran kirken
- De omkomne søfolks grav

### Vækkelsen
I 1861 startede Harboøre-vækkelsen, en af de mest kendte indre-missionske vækkelser i Danmark. Den tog fart i efteråret 1893, hvor 26 lokale fiskere var druknet. Sognepræst Carl Julius Moe holdt en stærk begravelsestale, hvor han udlagde drukneulykken som Guds straf over de fiskere, der ikke havde taget imod Jesus. Journalisterne, der var mødt op fra hele landet, kaldte det en helvedesprædiken mod de vantro. Moes prædiken blev starten på en stærk religiøs udvikling, som satte et skarpt skel mellem "de hellige" fra Indre Mission og "de fortabte" ikke-tilhængere. Drukneulykken ved Lilleøre i 1897 var med til at cementere vækkelsen.
Den kommunistiske forfatter Hans Kirks fader var barn af fattige fiskere fra Harboøre. Dem brugte Hans Kirk som inspiration til romanen Fiskerne fra 1928, som har præget flere generationers opfattelse af Indre Mission.
Harboøre er stadig en højborg for Indre Mission med det store missionshus Elim. Indre Mission har ca. 300 medlemmer i byen, og der er ca. 100 i kirke hver søndag. Men beboerne er trætte af fordomme om at de er formørkede trosfanatikere, og i dag sætter man ikke hinanden i bås.

### Jernbanen
Lemvigbanen, der var åbnet mellem Lemvig og Vemb i 1879, blev forlænget til Harboøre og Thyborøn i 1899. Mellem Langerhuse og Thyborøn blev banen oprindeligt anlagt på den lave strandeng, hvor klitrækken beskyttede banen mod oversvømmelse fra havet. Derimod var banen udsat for oversvømmelse fra fjorden. I sommeren 1921 blev sporet hævet 1 meter ved at komme op på en dæmning ved siden af det gamle banetracé. I 1955 blev strækningen flyttet ca. 2 km mod øst og kom sammen med landevejen op på det nye havdige, der stod færdigt i 1957.
8½ km af banetracéet på den lave dæmning mellem Harboøre og Thyborøn er bevaret som cykel- og vandresti. Heraf indgår de 7½ km mellem de to byers diger i de nationale cykelruter 1 og 12.

### Stationsbyen
I 1904 blev Harboøre beskrevet således af Trap: "Kirkeby med Harboøre Kirke (1255: Harthboøræ, 1340: Hartboør), Præstegd., Skole, Forsamlingshus (opf. 1901), Sparekasse (opr. 1881...Antal af Konti 179), Badehotel, Jærnbane-, Telegraf- og Telefonst. samt Toldassistentst.; Tøt med Missionshus (opf. 1884), Friskole, Andelsmejeri og Savmølle med Maskinværksted;...Kyndesgd.;... Sandsgde.;... Skjøttergde.;... Gajsgd.;"
"Ved Siden af Jordbrug er Fiskeri Hovederhverv. Paa Havet fiskedes i 1900 af 142 Fiskere med 7 Kuttere, 22 aabne Havbaade og 52 mindre Baade, især Torsk, Kuller, Rødspætter og Hummer; i Limfjorden fiskedes fra 27 Baade Aal, Sild, Flynder, Torsk, Hummer og Rejer."

### Kommunen
Harboøre Sogn var det største i Vandfuld Herred. Sognet var oprindeligt delt i 4 fjerdinger, fordi det var en selvstændig birk (retskreds).
Engbjerg Sogn var anneks til Harboøre Sogn og havde altså ikke egen præst. Harboøre-Engbjerg pastorat blev grundlaget for Harboøre-Engbjerg sognekommune, der fungerede indtil kommunalreformen i 1970. Her indgik den i Thyborøn-Harboøre Kommune, som ved strukturreformen i 2007 blev indlemmet i Lemvig Kommune.